# Rákóczi híd

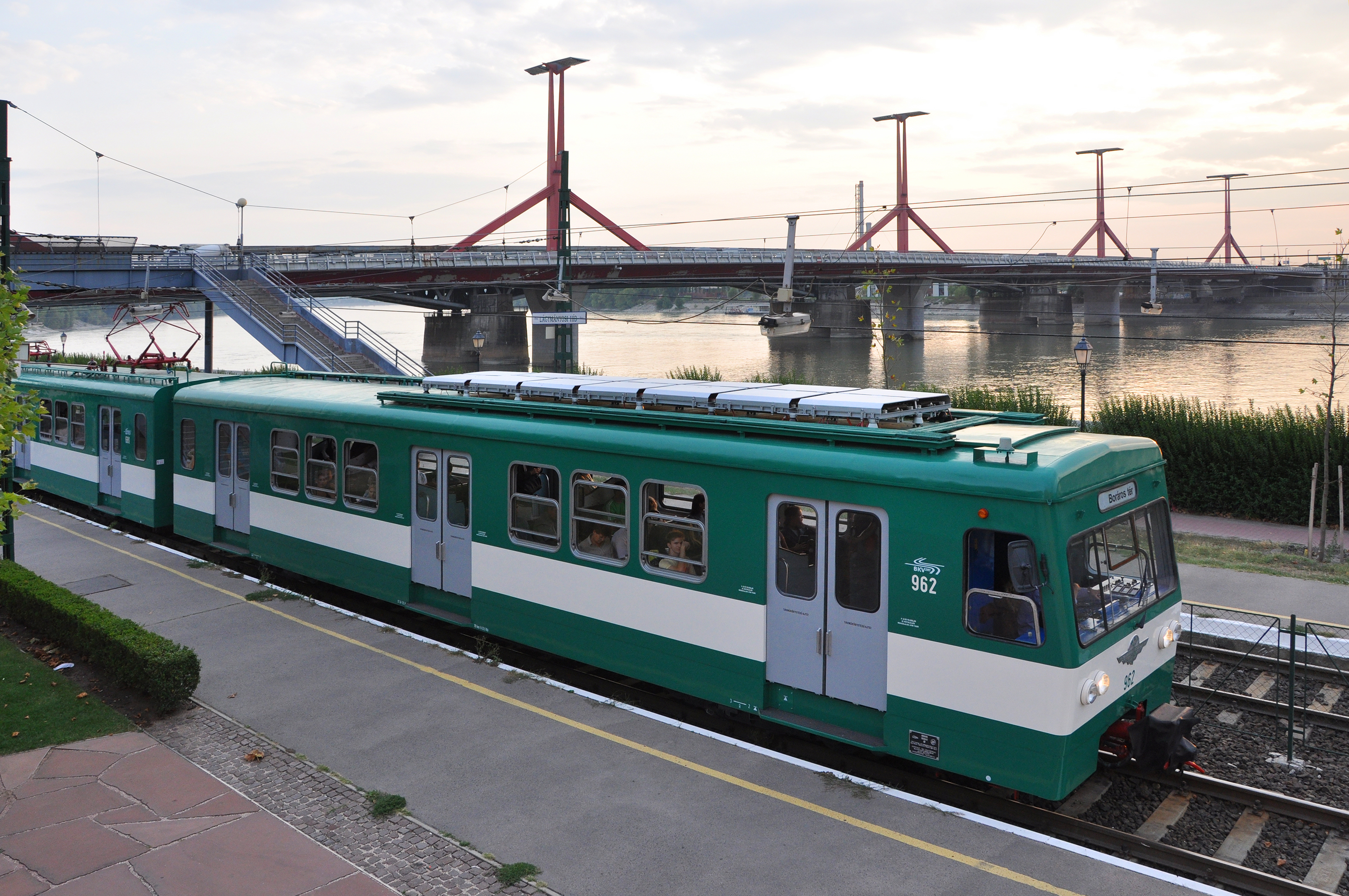
Lágymányosi híd s konečnou HÉV v popředí

Rákóczi híd (Lágymányosi híd, česky Lágymáňoššký most od 1995 do 2011) je most přes Dunaj v Budapešti spojující jižní Budu a Pešť.

## Trasa
Most je součástí třetího městského okruhu (Hungária körgyűrű), obkružujícího celou Pešť a napojující ji na dálnice M1, M6 a M7. Most vede v těsné blízkosti (severně) jižního železničního mostu (Déli összekötő vasúti híd).
Na pešťské straně se u mostu nachází stanice csepelského HÉV, dále na předmostí také konečná stanice Ráckeveiského HÉV a konečná stanice tramvají. Most byl pojmenován po stejnojmenné budínské čtvrti, od roku 2011 nese jméno Františka II. Rákócziho.
V blízkosti mostu se nachází nové Národní divadlo a Palác umění.

## Konstrukce
Most je železobetonový a ocelový a jeho stavba začala roku 1992 podle projektu Tibora Sigraie a otevřen byl v říjnu roku 1995. V současnosti je nejmladším mostem přes Dunaj na území města.
Celková délka mostu je 494,8 m s rozpětím nejdelšího pole 94,72 m, šířka 30,6 m, hmotnost mostu je 6 800 tun, pylony jsou vysoké 35 metrů.
Na mostě jsou čtyři jízdní pruhy a tramvajová trať a chodníky.